# Зомба
Зомба — місто в південній частині Малаві, адміністративний центр однойменної провінції. Було столицею першої Британської Центральної Африки, пізніше — Ньясаленду до утворення республіки Малаві у 1964 році. До 1974 року було столицею Малаві, після чого нею стало місто Лілонгве.

## Клімат
Місто знаходиться у зоні, котра характеризується кліматом тропічних саван. Найтепліший місяць — листопад із середньою температурою 23.9 °C (75 °F). Найхолодніший місяць — липень, із середньою температурою 16.7 °С (62 °F).
| Клімат Зомби            | Клімат Зомби | Клімат Зомби | Клімат Зомби | Клімат Зомби | Клімат Зомби | Клімат Зомби | Клімат Зомби | Клімат Зомби | Клімат Зомби | Клімат Зомби | Клімат Зомби | Клімат Зомби | Клімат Зомби |
| Показник                | Січ.         | Лют.         | Бер.         | Квіт.        | Трав.        | Черв.        | Лип.         | Серп.        | Вер.         | Жовт.        | Лист.        | Груд.        | Рік          |
| Абсолютний максимум, °C | 33           | 33           | 31           | 31           | 31           | 32           | 29           | 31           | 32           | 35           | 35           | 34           | 35           |
| Середній максимум, °C   | 26           | 26           | 26           | 25           | 24           | 22           | 22           | 23           | 27           | 29           | 29           | 27           | 26           |
| Середня температура, °C | 22           | 22           | 22           | 20           | 19           | 17           | 16           | 17           | 21           | 23           | 23           | 22           | 21           |
| Середній мінімум, °C    | 18           | 18           | 18           | 16           | 14           | 12           | 11           | 12           | 15           | 17           | 18           | 18           | 16           |
| Абсолютний мінімум, °C  | 10           | 10           | 10           | 11           | 8            | 5            | 6            | 6            | 7            | 8            | 10           | 10           | 5            |
| Норма опадів, мм        | 300          | 250          | 250          | 60           | 10           | 10           | 0            | 0            | 0            | 20           | 100          | 270          | 1340         |
| Вологість повітря, %    | 79           | 79           | 79           | 74           | 70           | 69           | 67           | 63           | 54           | 54           | 62           | 74           | 69           |
| ----------------------- | ------------ | ------------ | ------------ | ------------ | ------------ | ------------ | ------------ | ------------ | ------------ | ------------ | ------------ | ------------ | ------------ |
| Джерело: Weatherbase    |              |              |              |              |              |              |              |              |              |              |              |              |              |

## Демографія
| Роки      | 1977   | 1987   | 1998   | 2008    | 2010   |
| --------- | ------ | ------ | ------ | ------- | ------ |
| Населення | 24 234 | 43 250 | 64 115 | 101 140 | 91 860 |

## Уродженці
- Рассел Мвафулірва (* 1983) — малавійський футболіст.
- Майк Тебуло (* 1985) — малавійський бігун.